# Nueva Acrópolis
Nueva Acrópolis es una organización internacional fundada en Argentina en 1957 por Jorge Ángel Livraga. El grupo, que dice ocuparse de inculcar enseñanzas de naturaleza filosófica y cultural entre sus miembros, con énfasis en el periodo clásico, ha sido descrito por varios autores y organizaciones como una secta coercitiva o un nuevo movimiento religioso, vinculado a estudios esotéricos y teosóficos. Tiene filiales en varios países.

## Descripción
La propia organización afirma haberse ocupado desde su creación de la formación filósofica de jóvenes, con conceptos tomados de Platón, Confucio y otros autores clásicos de Oriente y Occidente. Se han autodefinido como un «centro de formación al servicio de la cultura y educación, que dispensa una enseñanza superior basada sobre la tradición legada por la filosofía clásica». Sus enseñanzas son variadas, habiendo impartido cursos que han tocado un amplio abanico de temas, entre ellos la Grecia antigua, los incas, el hinduismo y la astrología.
Una organización controvertida, que fomenta el secretismo entre sus líderes y muy jerarquizada, su estructura y simbología tendrían, según Nicholas Goodrick-Clarke, clara inspiración fascista. José Luis Rodríguez Jiménez, por otra parte, atribuye a su filial española carácter neonazi, oculto bajo una tapadera de eventos filosóficos y esotéricos. En esta conceptualización fascista, se ha recogido cómo un manual escrito por el fundador preconizaría la «eliminación de los inadaptados del futuro mundo nuevo». La teosofía juega un papel importante en la organización, con influencias de Helena Blavatsky, habiendo sido citada Nueva Acrópolis por Sabrina P. Ramet como una corriente neoteosofista, en el contexto del ocultismo en la Croacia de la década de 1990. Ha sido encuadrada dentro de una serie de « grupos originarios del esoterismo, gnosis y movimientos del "potencial humano" » y también como nuevo movimiento religioso. La organización, que capta nuevos miembros a través de cursos y conferencias, ha publicado revistas donde abordaría temas relacionados con la religión y el arte.
Figura en el denominado Informe Cottrell –un documento de 1984 elaborado por el eurodiputado conservador Richard Cottrell para el Parlamento Europeo–, donde fue calificada como agrupación fascista y paramilitar. En 1995, la Asamblea Nacional Francesa la definió como «secta» en su informe 2468. En 1997 un profesor de secundaria en España miembro de Nueva Acrópolis generó controversia al impartir lecciones racistas afirmando que evidencias científicas mostraban que las personas de raza negra eran menos inteligentes que las de raza blanca, así como lo eran las mujeres respecto a los hombres y las personas de clases sociales bajas respecto a las altas. Pilar Salarrullana incluyó a Nueva Acrópolis entre las veintiocho sectas «más peligrosas para la sociedad», consideración esta, la de secta, que también comparte César Vidal, señalando este además cómo la organización intentaría presentarse como de carácter netamente filosófico, tratando de evitar de puertas para afuera que sus enseñanzas sean interpretadas en clave religiosa.
La sentencia 333/2000 de la Audiencia Provincial de Madrid determina que Nueva Acrópolis —por las peculiaridades de su ideario, simbología, organización interna, falta de transparencia, fuentes de financiación y actividades— causa inquietud en sectores sociales e institucionales y está clasificada en la literatura de investigación en la categoría de sectas destructivas. La sentencia añade que Nueva Acrópolis tiene un rígido sistema de organización y disciplina de estilo castrense, utiliza el saludo a la romana, instruye en el uso de la espada y otras armas, y hace uso de uniformes y parafernalia de organizaciones paramilitares.
En un reportaje realizado por María Paredes y publicado en 2022 por El Español, una exmiembro describió la existencia de ceremonias de investidura en las que debía recitar un juramento de adhesión con el brazo en alto ante el símbolo del “Águila Solar”. Señaló además la existencia de tres cuerpos internos: un Cuerpo de Seguridad, que se autodenomina “camisas negras” y porta un brazalete rojo con un rayo; las brigadas masculinas, que se autodenominan “camisas pardas”; y las brigadas femeninas, grupo del que ella formaba parte, cuyos miembros vestían falda azul marino, camisa blanca y pañuelo azul. En el mismo reportaje, la exmiembro también relató pruebas iniciáticas que incluían baños desnuda en ríos helados y ejercicios de resistencia física, como propinarse bofetadas entre integrantes con toda la fuerza posible, “sin poder apartar el rostro ni mostrar gestos de dolor”, y “sin poder detenerse” hasta recibir la orden de los superiores.
MIVILUDES, organismo oficial del gobierno francés especializado en la vigilancia de las derivas sectarias, incluyó a Nueva Acrópolis en su Informe de actividad 2022–2024. En el informe se indica que el grupo genera una “gran desestabilización de los adeptos, con una sumisión a una jerarquía muy estricta, una ruptura con su entorno habitual y un empobrecimiento significativo”. Además, menciona un “autoritarismo progresivo” que utiliza “diferentes técnicas de desestabilización mental (humillaciones, culpabilizaciones, juramentos, diversos rituales, instilación del miedo…)”. Se señala también "la existencia de una organización paramilitar de las ‘Fuerzas Vivas‘, con uniformes, posición de firmes, marcha al paso y en formación, cantos marciales, órdenes preparatorias y un saludo denominado ‘romano’ con la palma extendida".

## Historia
Tras su fundación por Jorge Livraga en Buenos Aires en 1957, la asociación se extendió por Chile, Uruguay, Perú, Colombia, Bolivia y Brasil. En 1972, Delia Steinberg Guzmán creó una filial en España, el primer país europeo donde se instaló.
Se ha señalado la notoria presencia de armamento entre miembros de la organización durante la década de 1980. En 1981, tras una discusión con Jorge Livraga y la separación de la pareja, su esposa Ada Albrecht creó la Fundación Hastinapura, una escisión de Nueva Acrópolis. En 1988, Livraga fue enjuiciado en España por tenencia ilegal de armas por la Sección Tercera de la Audiencia Provincial de Madrid.
Tras el fallecimiento de Livraga (en 1991), Delia Steinberg Guzmán ―hasta ese momento directora de la sección española― lo sucedió en 1992 en la dirección internacional. En 2005 fue nombrada presidenta adjunta Beatriz Díez-Canseco Bustamante, exdirectora de la filial peruana. Tras la reunión internacional de abril de 2011, esta fue reemplazada por Georgios Alvarado Planas, director de OINA en Grecia. Desde 2020, el nuevo "presidente internacional" es Carlos Adelantado Puchal, y Delia Steinberg Guzmán se vuelve "presidente honorífico".

## Creencias
Nueva Acrópolis extrae parte de su cosmología de la Sociedad Teosófica de la que se escindió, sin embargo, Livraga también estuvo influenciado por otras distintas escuelas de pensamiento esotérico occidental y oriental y por autores como Julius Evola y René Guenón. Aunque a menudo señalada por sus críticos como filonazi y neofascista, algunos analistas consideran que la definición más apropiada es que NA sigue una ideología ultraconservadora fuertemente influenciada por el Tradicionalismo y que aboga por una sociedad jerárquica y disciplinada con conceptos ideológicos influenciados por Platón, Nietzsche y Confucio, y que considera la democracia como decadente y el modelo ideal de sociedad una estructura de castas bajo una teocracia esotérica, similar a la que se pregona en el platonismo y que existe en el hinduismo. Esta jerarquía se daría también en el aspecto racial, pues la humanidad estaría dividida en siete razas también jerarquizada donde la blanca sería la más elevada y la negra la menos, y estas a su vez se subdividirían en siete subrazas cada una, en el caso de la raza blanca la subraza más elevada sería la germana y la menos elevada la hebrea.
Según Miguel Martínez, exmiembro del grupo, esta jerarquización se cumple a lo interno. Livraga era considerado «Comandante Mundial» de la organización y los directores regionales eran «Comandantes Nacionales», y otros títulos similares eran extendidos en distintos escalafones dentro de la organización como Dirigente, Instructor, Adepto y hasta el más bajo, el Probacionista, a quien se le asignaban trabajos manuales. Aunque los títulos públicos sean más convencionales, como presidente internacional y director nacional en lugar de comandantes, maestro en lugar de Instructor, etc. Según el reglamento para miembros de Nueva Acrópolis en sus artículos 10 y 15, los adeptos tienen el deber bajo pena de expulsión de: 

«abstenerse de toda crítica a los Dirigentes, Instructores y compañeros. De los primeros en todos los casos; de los últimos en lo referente a cuestiones personales» y de «acatar las disposiciones y ordenanzas emanadas de los Mandos naturales, y respetar a los miembros más antiguos, tengan o no algún cargo»

Un elemento fundamental de la cosmología de Nueva Acrópolis y que tiene relación con una escatología esotérica y apocalíptica es la creencia de que la humanidad se encuentra actualmente en los «tiempos finales» o de decadencia predichos en las distintas religiones como el Apocalipsis de San Juan, el Ragnarok nórdico y el Kali Yuga védico, por lo que es necesario preservar el conocimiento esotérico mediante la creación de escuelas como la propia NA. Esta creencia apocalíptica parte también de un concepto pseudohistórico impartido en las lecciones de la organización y que habla sobre «ciclos» históricos donde la humanidad pasaría por períodos de esplendor y de decadencia una y otra vez (el previo al período decadente actual habría sido la Edad Media) y que se han estado repitiendo desde la prehistoria incluso haciendo mención de eventos míticos o pseudohistóricos como la Atlántida y Lemuria (esta última habitada por Yetis) que vivieron el mismo proceso cíclico.

## Estructura
La estructura organizativa de Nueva Acrópolis se encuentra resumida en el Manual del Dirigente, escrito por Livraga y cuya difusión pública estaba prohibida. El Manual mismo establece que el contenido de este debía mantenerse secreto no sólo del público general sino de los miembros rasos de Nueva Acrópolis.
De acuerdo con el Manual del Dirigente, la estructura de Nueva Acrópolis es piramidal. Livraga ostentaba el cargo de «Comandante Mundial»,  debajo de él está el Guardián de Sellos, los Comandantes Continentales, los Comandantes Centrales, los Consejeros Federales o Nacionales, los Comandos de Zona Unificada y los Jefes de Filial.  Además existen los llamados «hachados»,  personal de particulares méritos postulados solo por los Comandos Centrales, pero que sólo pueden ser designados como tales o removidos del honorífico por el Comando Mundial, y que tienen prohibición de poseer una fortuna más allá de lo necesario para cubrir sus necesidades básicas.  A los hachados se les otorga como símbolo un hacha dorada, que deben devolver en caso de pasar a retiro por razones de edad o salud, siendo deber de la organización brindarles un lugar donde vivir en sus últimos años y encargarse de sus posesiones tras morir. De perder el estatus de hachado por faltas al honor o la moral, el hacha dorada es destruida.
Según el Reglamento de Miembros de Nueva Acrópolis existen tres subdivisiones llamadas «Fuerzas Vivas», generalmente para miembros jóvenes, que incluyen las Brigadas de Trabajo (masculinas), las Brigadas Femeninas y los Cuerpos de Seguridad. Es deber de los miembros pertenecer a una de las tres pero no pueden pertenecer a más de una, realizar al menos doce horas de trabajo voluntario, que puede ser aumentado como castigo por alguna falta o proporcionalmente al atraso o impago de mensualidades.  También estipula entre otras cosas la obligatoriedad de los estudiantes de ponerse de pie al entrar el instructor al salón y el código de vestimenta obligatorio en las actividades oficiales que incluye el uso de corbata y chaqueta en hombres y falda en mujeres.

## Estatus
A comienzos de los años setenta consiguió ser declarada «fundación de utilidad pública» en Argentina,[cita requerida] «corporación educativa» en Chile (según decreto n.º 1337 del Ministerio de Justicia y de utilidad pública» en Hungría.  El 20 de diciembre de 2006, un «Committee on Civil Society Participation in OAS Activities» (comité de participación de la sociedad civil en las actividades de la OEA [Organización de Estados Americanos])» le recomendó al Consejo Permanente que acceda en la participación de 35 organizaciones sociales civiles ―entre las que se cuentan Nueva Acrópolis Chile― en las actividades de la OEA. El 9 de enero de 2007, después de un proceso calificatorio de dos años, el Consejo Permanente de la OEA otorgó a Nueva Acrópolis (filial Chile) el estatus de organización con carácter consultivo de este organismo multilateral en materia de Educación y Cultura, aprobando la resolución CP/CISC – 271/06. Está inscrita en el Registro Internacional de Asociaciones con sede en Bruselas (Bélgica), con el número 3/12-941/S, desde 1981 como OINA (Organisation Internationale Nouvelle Acropole, association internationale sans but lucratif).